# Tridactyle nigrescens
Tridactyle nigrescens är en orkidéart som beskrevs av Victor Samuel Summerhayes. Tridactyle nigrescens ingår i släktet Tridactyle och familjen orkidéer. Inga underarter finns listade i Catalogue of Life.